# Église Saint-Matthieu de Gênes
 (janvier 2023).
L'église Saint-Matthieu (italien : chiesa di San Matteo ; génois : gêxa de San Matê) est une église catholique du centre historique de Gênes, située sur la place San Matteo, fief historique de la famille Doria. Bien qu'elle soit devenue une paroisse dans les siècles suivants, encore aujourd'hui la désignation de l'abbé qui l'officie dépend des héritiers des Doria, qui en restent propriétaires. 

## Histoire
L'église a été fondée en 1125 par Martino Doria, comme chapelle privée de sa famille. Elle fut consacrée en 1132 par l’évêque Siro II en présence du pape Innocent II. En 1278, elle fut totalement rénovée en style gothique.
Le bâtiment a de nouveau été rénové au milieu du XVIe siècle sur ordre d'Andrea Doria, qui a commandé les travaux à Giovanni Angelo Montorsoli (les modifications comprenaient le presbytère et le dôme). Il a été encore rénové en 1557-1559, sous la conception de Giovanni Battista Castello dit Le Bergamasque (nef et bas-côtés) et la décoration, réalisée par Luca Cambiaso entre autres.

## Description
La nouvelle église, de style gothique, plus grande que la précédente, a été construite dans le même style que les palais de la famille, avec lesquels elle est directement reliée et dont elle incorpore les arcs ogivaux et le parement à bandes noires et blanches, en alternance de marbre blanc et de pierre d'ardoise, divisées en trois secteurs par de fausses colonnes à bandes lombardes ; au centre se trouve une grande rosace, tandis que sur les côtés se trouvent deux fenêtres à double meneau. La façade comprend un sarcophage d'époque romaine tardive avec une allégorie de l'automne, qui servait à l'origine de tombeau à Lamba Doria, qui l'avait transporté à Gênes depuis Korčula en Dalmatie. À une certaine époque, de grandes chaînes, qui protégeaient autrefois le port de Pise et qui avaient été obtenues comme butin après la victoire à la bataille de Meloria (1284), étaient drapées sur la façade. Au XIXe siècle, elles ont été renvoyées à Pise.
Avec la rénovation du XVIe siècle, l’intérieur, à trois nefs, a presque complètement perdu son caractère gothique d’origine, dont il ne reste que les quatre arcs brisés à la base du dôme, soutenus par deux piliers vers le presbytère et deux colonnes vers les nefs. La nef centrale est séparée des nefs latérales par des colonnes. 
Les œuvres d'art de l'intérieur comprennent le Miracle du dragon éthiopien de Luca Cambiaso et la Vocation de saint Matthieu de Giovanni Battista Castello, une Déposition en bois d'Anton Maria Maragliano et la tombe d'Andrea Doria, exécutée par Montorsoli, dans la crypte. Au maître-autel se trouve une Sainte Famille avec sainte Anne de Bernardo Castello (XVIe siècle). Selon la tradition, l'épée logée sous l'autel appartenait à Andrea Doria, et a été donnée à cette église par le pape Paul III. L'église possède un orgue baroque original, construit par Antonio Alari en 1773.

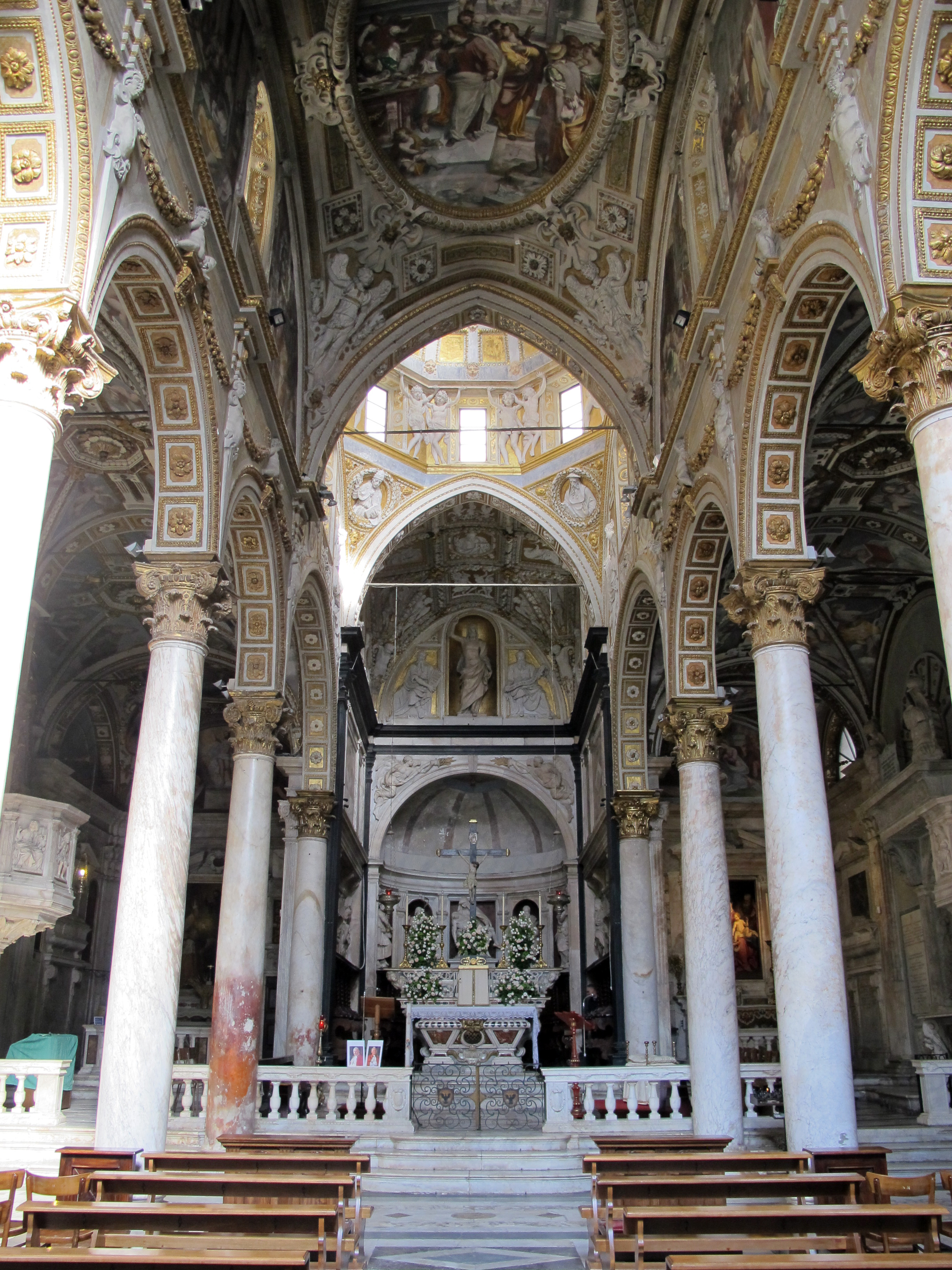
Intérieur
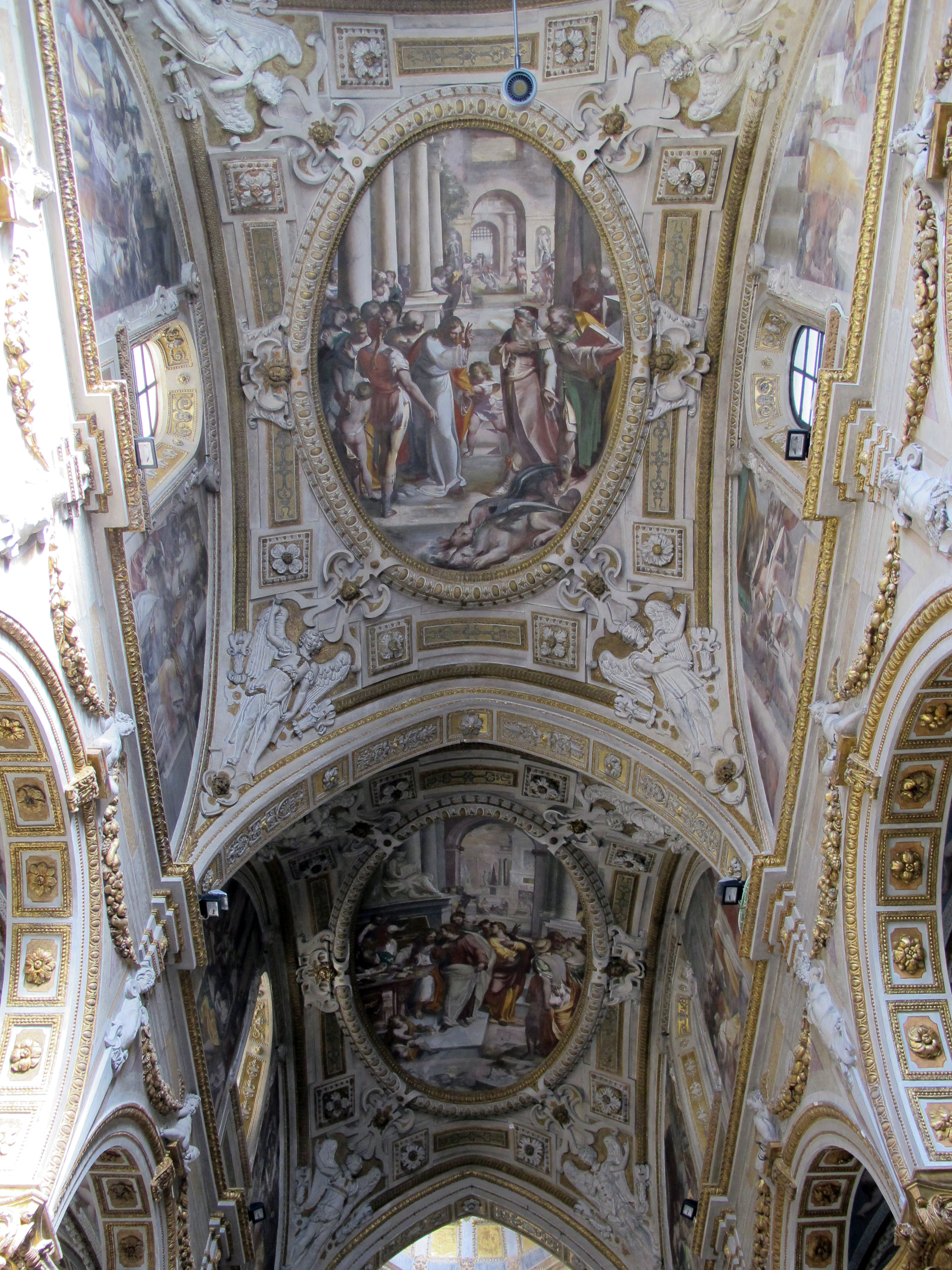
Voûte
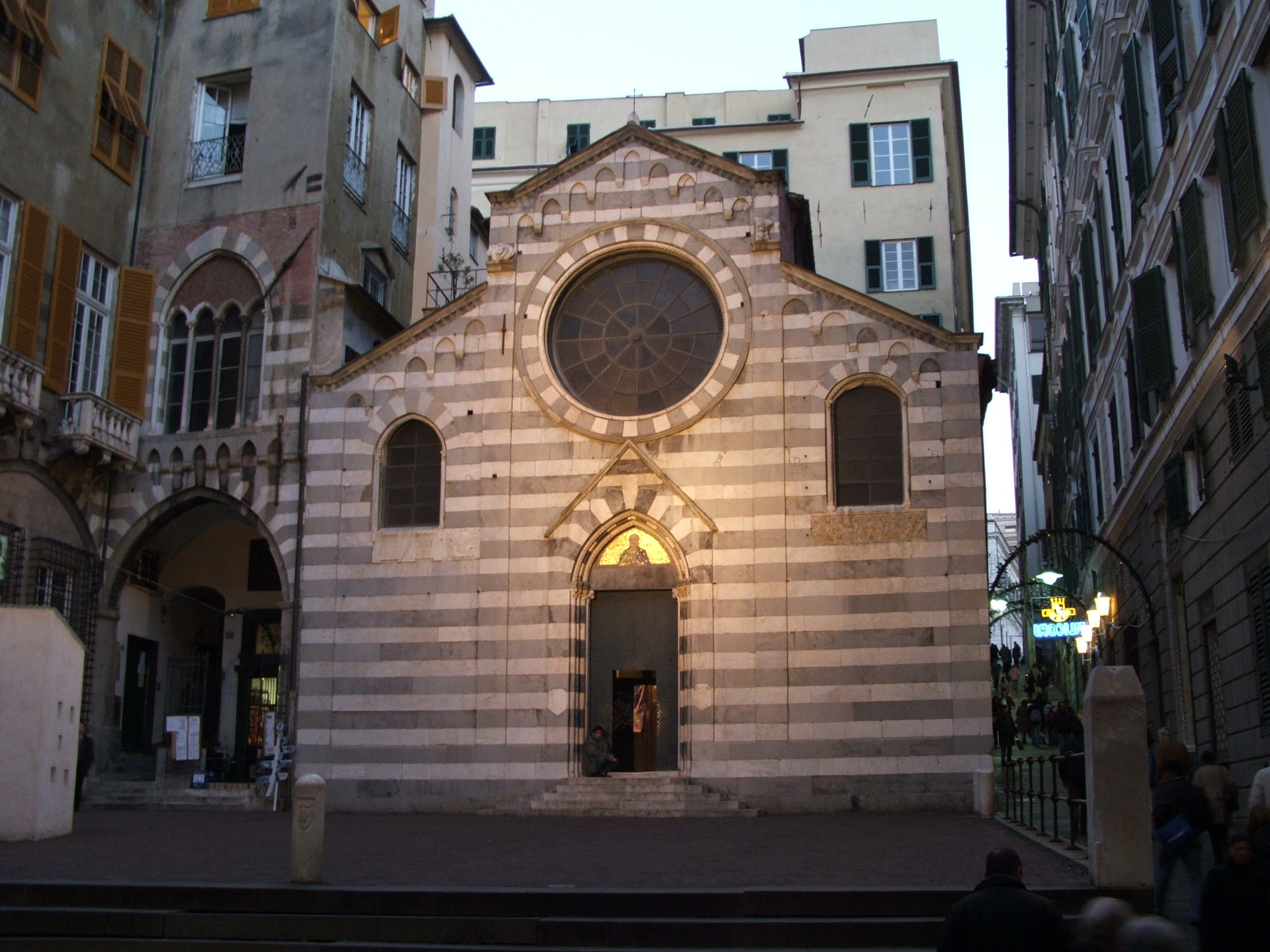
Façade de nuit
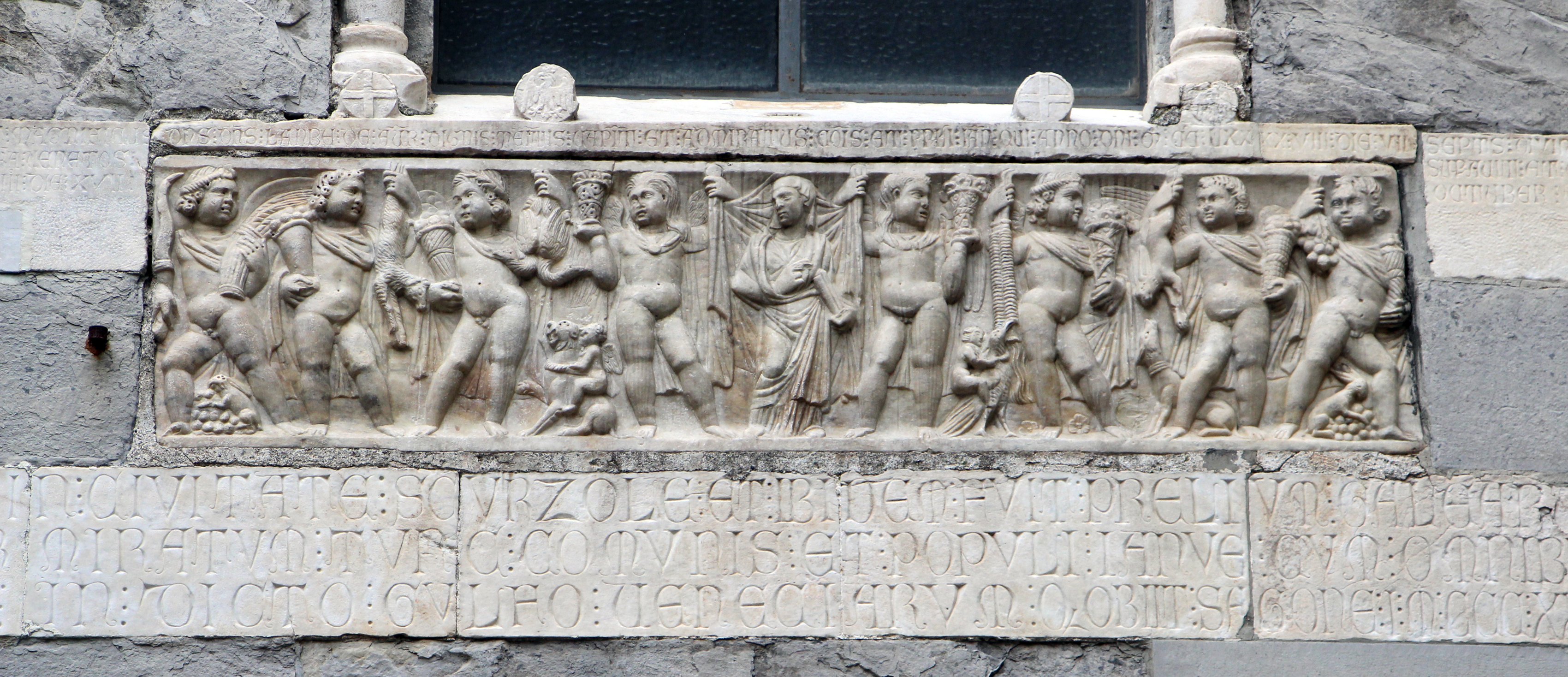
Sarcophage romain incrusté dans la façade.
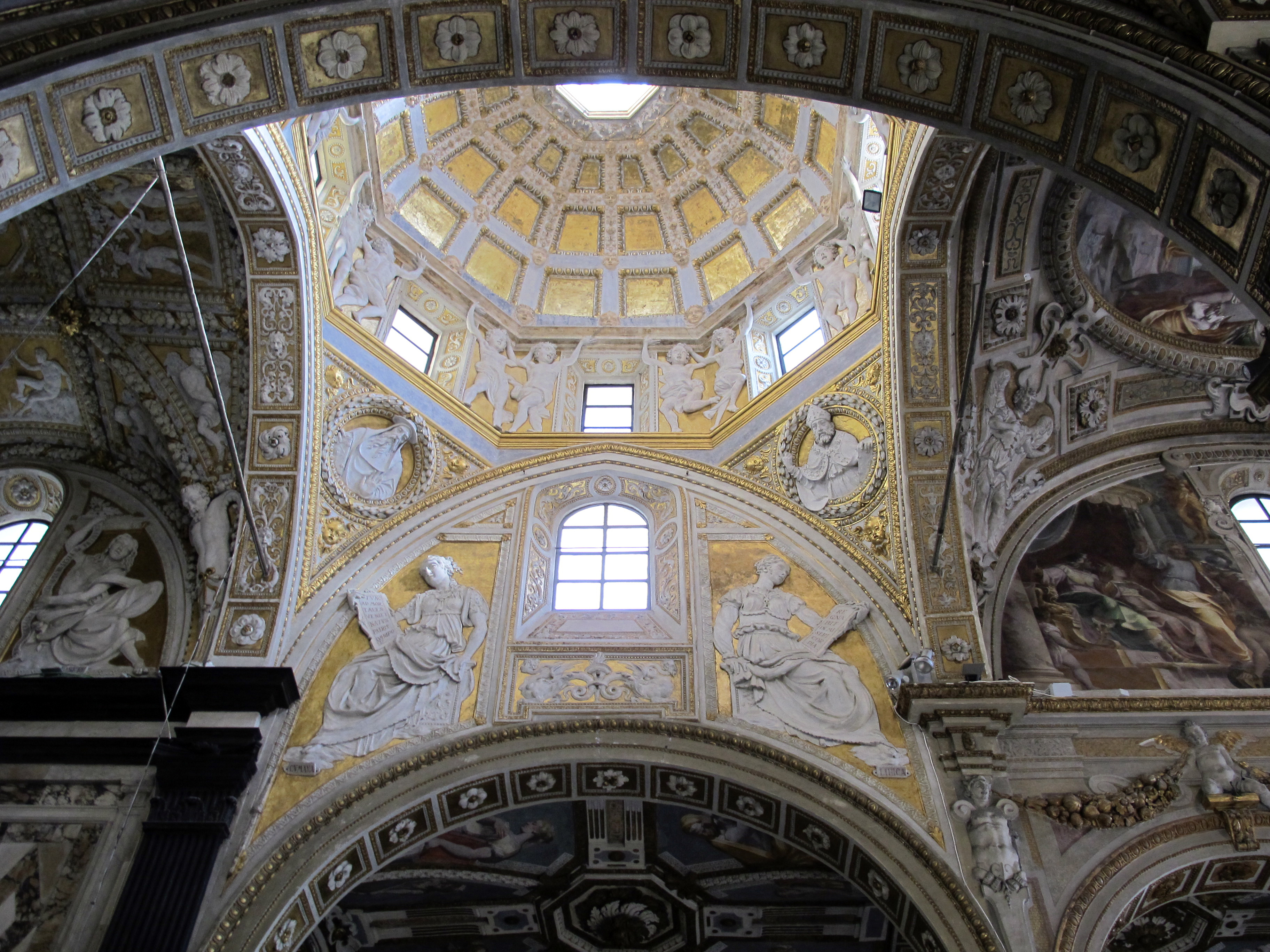
Stucs de Montorsoli.
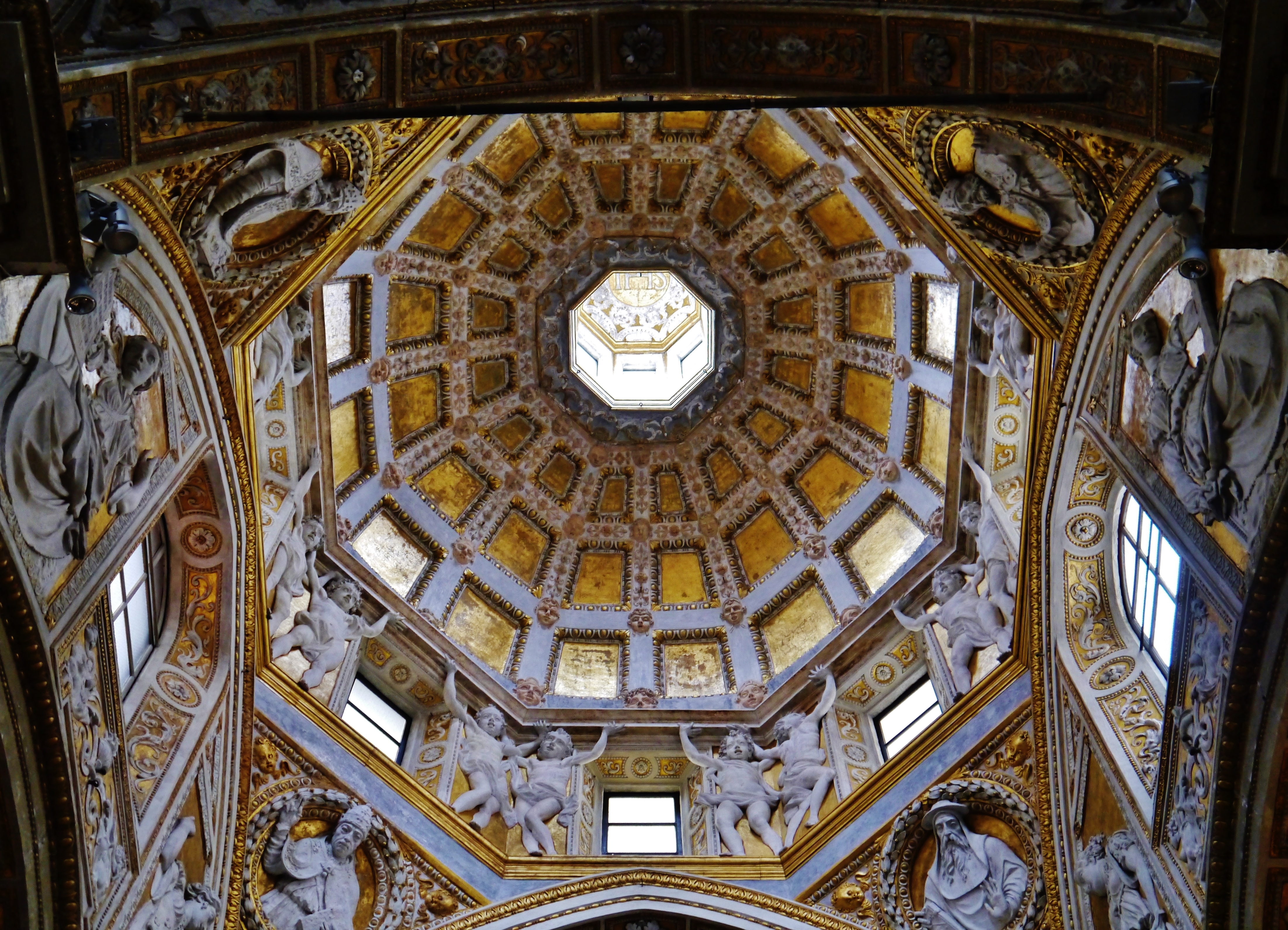
Coupole.
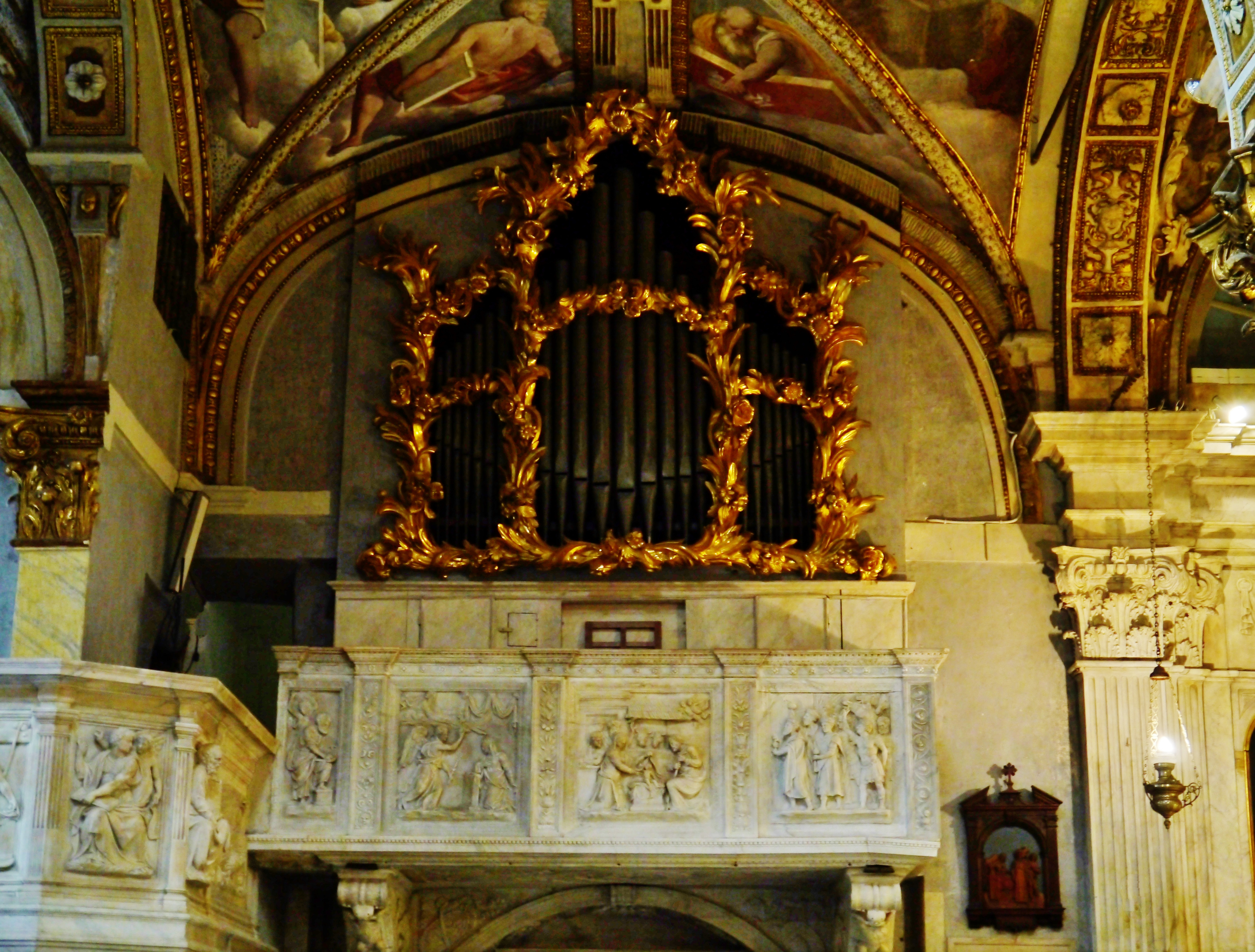
Orgue baroque.
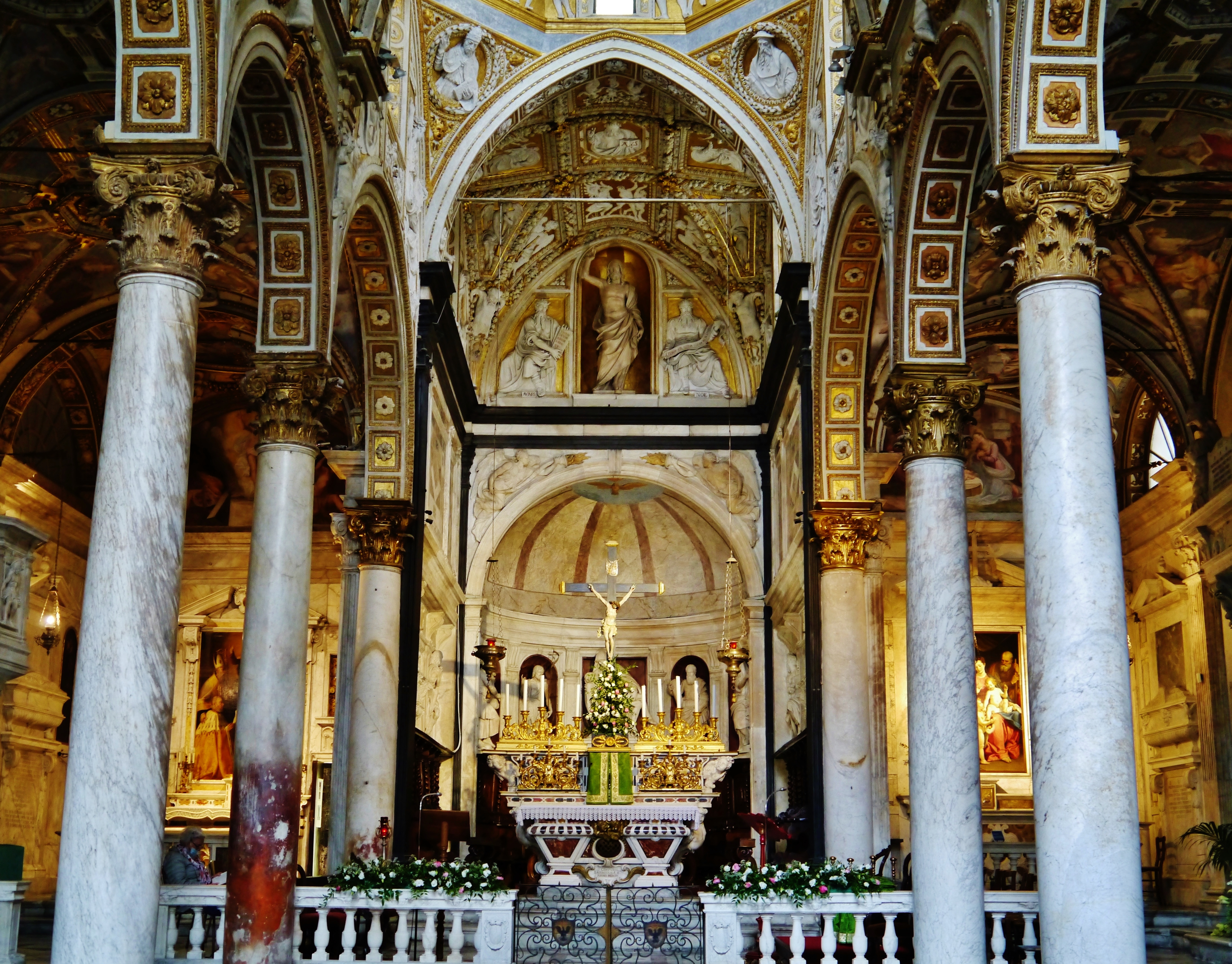
Nef.
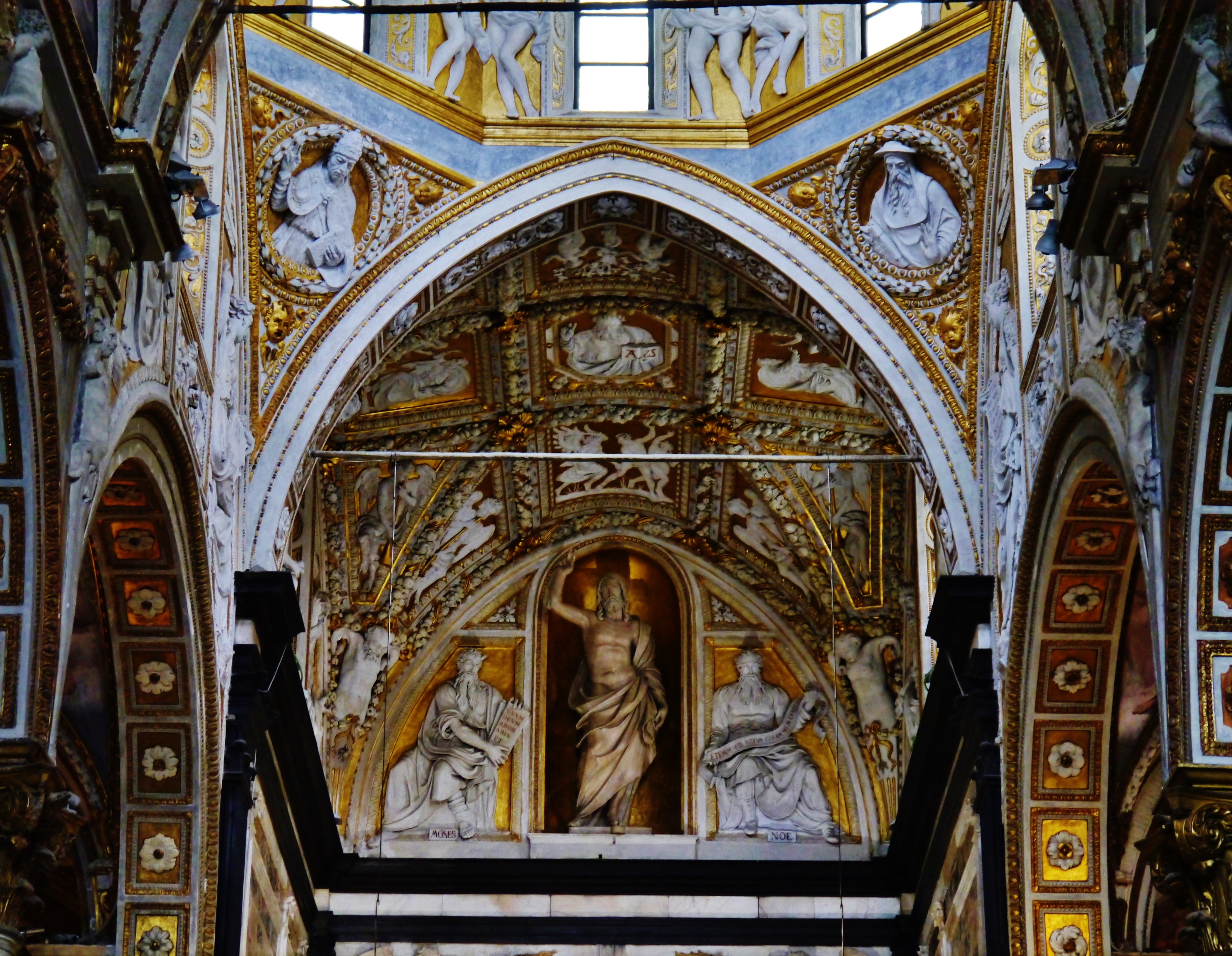
Décor.

### Cloître
Sur le côté gauche de l'église se trouve le cloître, de plan quadrangulaire, datant de 1308. Il possède des arcs ogivaux sur double colonnettes et, en son centre, un petit puits. Le long des murs de la loggia, de nombreuses pierres tombales de la famille Doria. Depuis 2004, l’ancien cloître est devenu le siège de l’Ordre des architectes, urbanistes, paysagistes et défenseurs de l’environnement de Gênes. 

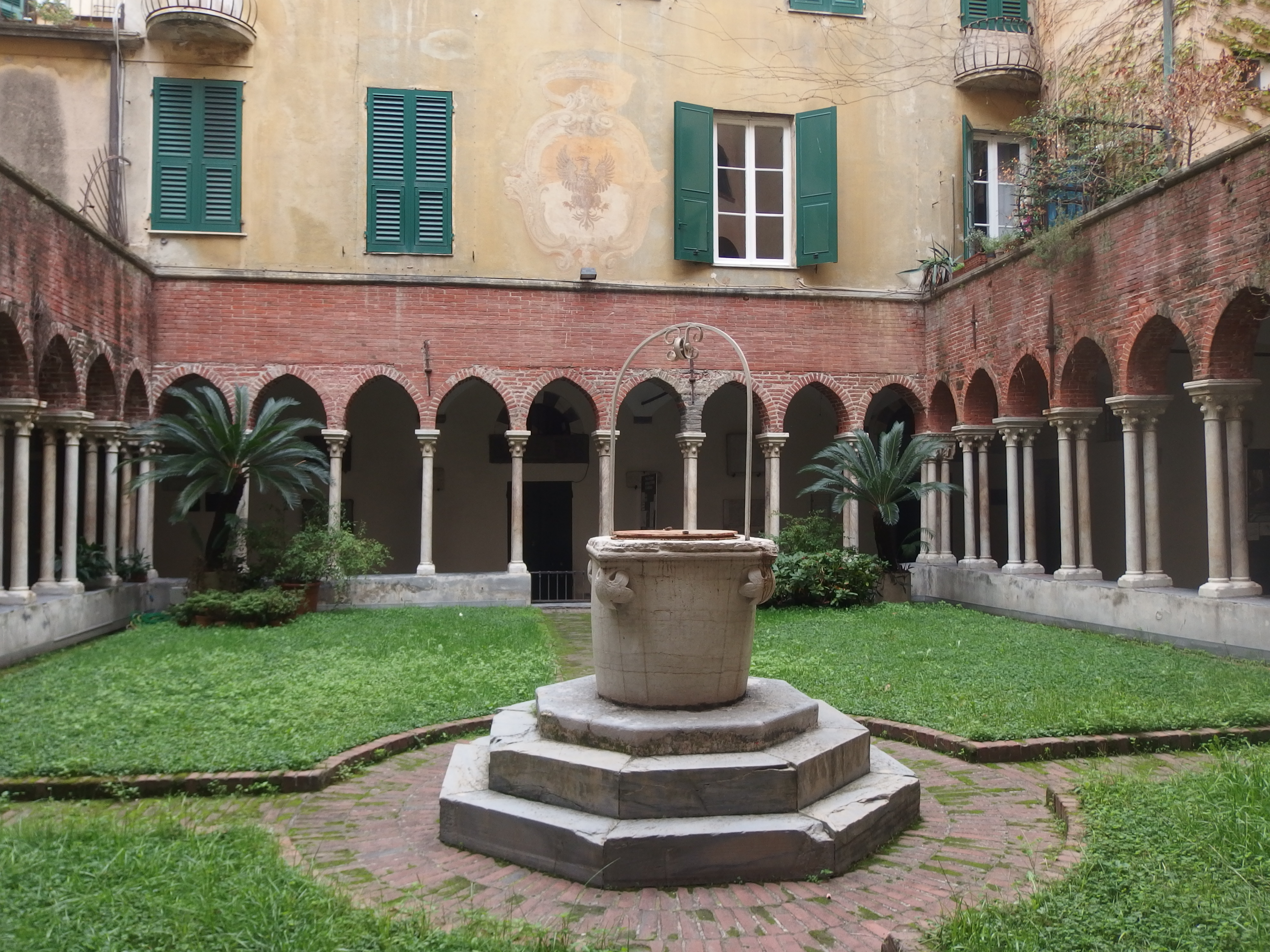
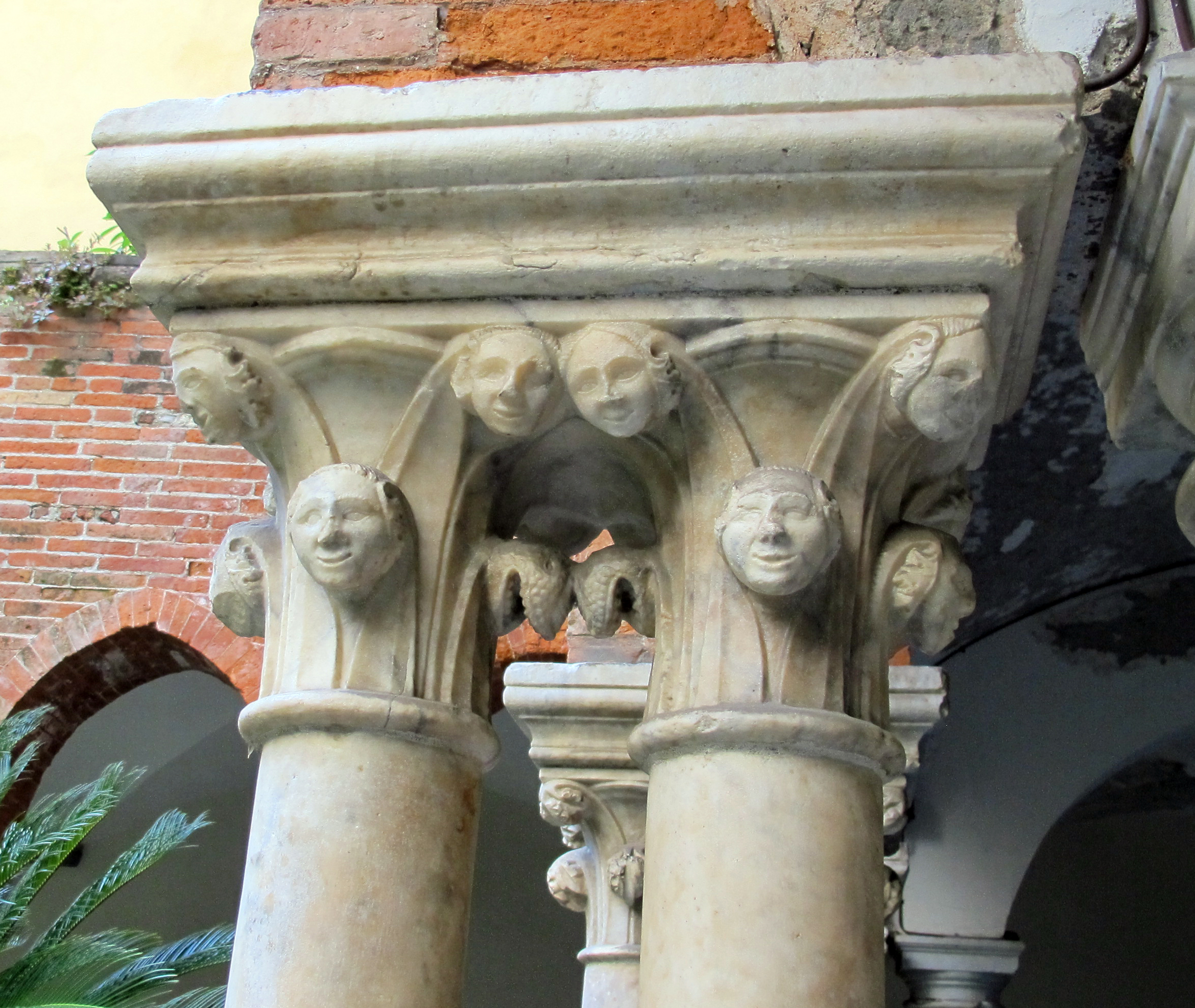

## Sources
- Nadia Pazzini Paglieri et Rinangelo Paglieri, Chiese in Liguria, Genoa, Sagep, 1990.
- The City of Genoa (1908) by Robert Walter Carden ; Publisher Methuen and Co., 36 Essex St. W.C. London, England, p. 220-244.